# Groenman-taalprijs
De Groenman-taalprijs wordt elke twee jaar uitgereikt aan een mediapersoonlijkheid in Nederland of Vlaanderen die zich onderscheidt door goed en creatief gebruik van de Nederlandse taal. De Groenman-taalprijs is een initiatief van de Stichting LOUT. Die stichting wil goed gebruik van de Nederlandse taal bevorderen.
De prijs is genoemd naar mr. F.E.H. Groenman, voormalig ambassadeur in Canada en een van de eerste medewerkers van Onze Taal. Groenman stond met zijn legaat van 100.000 gulden aan de basis van de Stichting LOUT.

## Winnaars
- 1993: Nederlandse presentator Paul Witteman
- 1995: Belgische nieuwslezeres Martine Tanghe
- 1997: Nederlandse radiopresentator Frits Spits
- 1999: Nederlandse televisiemaker/schrijver Kees van Kooten
- 2001: Nederlandse tekstschrijver/presentator Ivo de Wijs
- 2003: Nederlandse columnist/tv-persoonlijkheid Jan Mulder
- 2005: Nederlandse cabaretier Freek de Jonge
- 2007: Nederlandse schrijver Adriaan van Dis
- 2009: Nederlandse schrijver/dichter/zanger Drs. P
- 2011: Nederlandse cabaretier/zanger Herman Finkers
- 2013: Nederlandse cabaretier/zanger Paul van Vliet
- 2015: Nederlandse kleinkunstenaar Theo Nijland
- 2018: Belgische schrijver Tom Lanoye
- 2019: VPRO Boeken[1]
- 2021: Ewoud Sanders voor zijn taalrubriek WoordHoek in het NRC Handelsblad[2][3]
- 2023: Marjoleine de Vos